# IC 4251
IC 4251 est une galaxie lenticulaire située dans la constellation de l'Hydre. Sa vitesse par rapport au fond diffus cosmologique est de 4 770 ± 34 km/s, ce qui correspond à une distance de Hubble de 70,4 ± 5,0 Mpc (∼230 millions d'al). Cette galaxie a été découverte par l'astronome américain Royal Harwood Frost en 1904.

## Groupe de NGC 5152
Selon A. M. Garcia, IC 4251 fait partie du groupe de NGC 5152. Ce groupe de galaxies compte au moins 16 membres, dont NGC 5124, NGC 5135, NGC 5150, NGC 5152, NGC 5153, NGC 5182, IC 4248 et IC 4275.